# Rój (powieść)
Rój / Predator (ang. Prey) – powieść Michaela Crichtona z 2002 roku, należąca do gatunku technothriller.

## Streszczenie
Narratorem powieści jest Jack Forman, bezrobotny programista, który zajmował się sztuczną inteligencją. Został zwolniony za próbę wyjawienia skandalu, który miał miejsce w firmie, która go zatrudniała. Wskutek tego faktu, żadna inna firma nie chce go zatrudnić, a on jest zmuszony odgrywać rolę "gospodyni domowej", podczas gdy jego żona Julia pracuje w Xymos, firmie zajmującej się nanorobotyką. Xymos jest bliska udoskonalenia rewolucyjnej technologii kreowania obrazów w medycynie w oparciu o nanotechnologię.
Córeczka Jacka, Amanda dostaje dziwnej wysypki, która zaczyna po krótkim czasie zagrażać jej życiu. Jack zawozi córeczkę do szpitala, lecz lekarze nie są w stanie znaleźć przyczyny. Jednak po wykonaniu prześwietlenia metodą rezonansu magnetycznego, Amanda niemal natychmiast zostaje wyleczona. Jakiś czas później, Jack ze zdziwieniem stwierdza skorodowanie karty pamięci odtwarzacza mp3, który należy do jego syna. W międzyczasie Jack zaczyna podejrzewać, że jego żona ma romans, gdyż zachowuje się coraz bardziej podejrzanie.
Stara firma Jacka, która została wykonawcą dla Xymosu, składa mu ofertę aby ten pomógł im rozwiązać problem dotyczący oprogramowania. W tym samym czasie siostra Jacka zjawia się z wizytą u niego, w ramach oderwania się od ciężkiej pracy psychologa. Podczas wspólnej kolacji Ellen również zauważa dziwne zachowanie Julii. Tuż po posiłku Julia szybko opuszcza dom, wyjeżdżając do pracy. Jednak w kilka minut później ma miejsce wypadek samochodowy.
Na miejscu zdarzenia, Jack spostrzega podejrzanych ludzi w vanie, który ma identyczny grawerunek jak ukryte urządzenie schowane pod łóżeczkiem córeczki. To, oraz ciekawość jak i determinacja powodują, że przyjmuje ofertę pracy dla firmy. Ellen zostaje w domu i podejmuje się opieki nad dziećmi.
Jack wyjeżdża do odległej placówki Xymosu znajdującej się w Nevadzie. Tuż po przybyciu, kierownik Xymosu - Ricky, oprowadza go po budynku i wyjaśnia, że firma jest podwykonawcą Departamentu Obrony. Projekt dotyczy stworzenia roju nanorobotów, które będą spełniać funkcję kamery do celów rozpoznawczych i szpiegowskich. Rój jest tworem genetycznie zmodyfikowanych bakterii E. coli, które potrafią tworzyć masowo nowe nanoroboty z surowców. Jednak, na otwartym terenie rój nie jest w stanie funkcjonować, gdyż nawet lekki wiatr jest w stanie go rozpędzić. Tego właśnie problemu nie potrafią rozwiązać programiści z zespołu inżynieryjnego. Skutkiem tego Pentagon postanowił rozwiązać umowę z nimi. Ricky odkrywa, że firma budująca placówkę źle zaprojektowała filtry w przewodach wentylacyjnych. Przez to bakterie i nanoboty wydostają się na pustynię, tworząc własny rój. Te roje posiadają własną pamięć i są zasilane energią słoneczną. Stają się samowystarczalne, same się reprodukują i ewoluują bardzo szybko. Co jeszcze bardziej niepokojące to, że rój zaczyna przejawiać szczątkową inteligencję oraz drapieżne zachowanie: atakują i mordują małe zwierzęta. Jack nie jest w stanie wyjaśnić takiego zachowania, biorąc pod uwagę fakt, jak twierdzi Ricky, kod nie obejmował algorytmów zezwalających na ewolucję genetyczną.
W placówce dołączają do niego jego starzy członkowie zespołu programistów - Mae, Charley, David, Rosie i Bobby. Gdy rój zabija królika, Jack razem z Mae wyrusza na zewnątrz aby to zbadać. Ta stwierdza, że królik zdechł przez uduszenie - nanoboty zablokowały oskrzela zwierzęcia. Mae wraca do placówki po odpowiedni sprzęt, Jack czeka na nią na zewnątrz. Nagle pojawiają się dwa roje. Jack przez chwilę jest w stanie je przechytrzyć wykorzystując wiedzę o tym jak zostały zaprogramowane. Jednak roje po chwili się adaptują i trik na nie przestaje działać. Roje atakują Jacka, ale temu udaje się dostać przez śluzę powietrzną do laboratorium. Tam traci przytomność.
Po odzyskaniu świadomości Mae informuje go, że to utrata przytomności spowodowana była wstrząsem anafilaktycznym. Jack przedstawia sytuację zespołowi i dochodzi do wniosku, że rój musi mieć gdzieś na pustyni ul - gniazdo, gdzie się reprodukuje. Postanawiają odnaleźć ul oznaczając rój radioaktywnym izotopem i pójść jego śladem w nocy. Zrywa się mocny wiatr, co zmusza rój do pozostania w stanie uśpienia, zespół wybiera się do chaty, w której znajdują się izotopy. Jednak wiatr zamiera i cztery roje otaczają chatę. Jack wykorzystuje ponownie wiedzę o oprogramowaniu roju i wprawia roje w zakłopotanie. Ustawia ludzi w formacji podobnej do stada ptaków. Jednak David przechodzi załamanie i wyrywa się z formacji. Zaczyna biec w stronę kompleksu. Otacza go rój, Rosie biegnie za nim i próbuje mu pomóc. Jednak bez efektu, rój zabija ich oboje. We trójkę, Jack i reszta nie są w stanie przechytrzyć roju. Znajdują schronienie w samochodach zaparkowanych przed budynkiem. Rój próbuje wedrzeć się do samochodów. Mae i Jack zauważają, że roje znów wyewoluowały. Teraz próbują zmylić swoje ofiary udając obrazy ludzi niczym w odbiciu lustrzanym. To z pewnością nie było zawarte w ich oryginalnym oprogramowaniu. W końcu rojom udaje się wedrzeć do samochodów poprzez dach. Jednak znów zrywa się wiatr i Jack z Mae uciekają drzwiami. Charley przed utratą przytomności pryska roje izotopem. Mae i Jack uciekają do laboratorium. Jack próbuje uratować Charleya. Wsiada na motocykl i wprawia w zakłopotanie rój zmieniając prędkość. W końcu obaj z Charleyem wracają bezpiecznie do laboratorium.
Jack i reszta uratowanych próbują dojść do siebie po ataku roju. Podczas kolacji Charley zastanawia się czy nanocząsteczki mogły dostać się do mózgu. Jack nad tym rozmyśla. Nagle rozlega się alarm. Na zewnątrz budynku pojawia się "Ricky". Zespół uświadamia sobie, że to tak naprawdę nanoroje przybrały prymitywną postać Ricky’ego. Roje zyskały możliwość naśladowania swojej ofiary.
Jack, Mae i Bobby wyruszają w nocy w poszukiwaniu ula. Znajdują go w jaskini i udaje im się go wysadzić w powietrze za pomocą ładunków wybuchowych i koktajli Mołotowa. Wracają wyczerpani do budynku.
W tym czasie do firmy przylatuje Julia, żona Jacka, która po podejrzanym wypadku została hospitalizowana. Gdy Jack, Mae i Bobby wracają, zostają entuzjastycznie powitani przez Julię i Ricky’ego. Julia przeprasza Jacka za swoje zachowanie w ostatnich tygodniach. Jemu jednak nie w głowie domowe sprawy. Julia próbuje go pocałować, jednak przerywa im Ricky. Znalazł martwego Charleya w zamkniętym pokoju, w którym pojawił się rój. Dodatkowo uszkodzone zostały kable telefoniczne. Jack nie może zrozumieć jakim cudem rój dostał się do środka budynku, który jest rygorystycznie chroniony oraz uszczelniony. Dlaczego Charley uszkodził łączność? Dlaczego Julia i Ricky mają niepodobne do nich teorie na temat śmierci Charleya? Mae i Jack stają się podejrzliwi.
Jack udaje się na spoczynek i ma okropny koszmar. Następnego dnia odnajduje Mae, która przegląda zapisy z kamer bezpieczeństwa (według Ricky’ego zapisy te zniknęły na skutek przeciętych kabli). Dla Jacka to przerażający widok, widzi nagranie, na którym Ricky i Julia całują się. Widać również bójkę pomiędzy Charleyem i Rickym. Walka kończy się w pomieszczeniu komunikacyjnym, gdzie Julia całowała Charleya, wstrzykując rój w jego usta. Julia zaskakuje oglądających nagle wchodząc do pokoju, zaczyna być podejrzliwa.
W końcu Jack i Mae zdają sobie sprawę, że wszyscy w budynku oprócz ich dwojga zostali zainfekowani pasożytniczą wersją nanobotów, które potrafią sterować swoimi nosicielami. Te nanoboty wyewoluowały niezależnie od pozostałych rojów w wersję łagodniejszą, która powoli pochłania swojego nosiciela, dzięki temu nosiciel może normalnie przemieszczać się i zarażać innych.
Jack wpada na pomysł zanieczyszczenia systemu zraszaczy bakteriofagami, które mogłyby zabić nanoboty produkujące bakterie E. coli. Mae przekazuje pojemnik z bakteriofagami reszcie zespołu, podczas gdy Jack potajemnie wyrusza do systemu zraszaczy. Jednakże pozostali nie dają się łatwo nabrać i Julia całuje Mae. Ale Mae zdołała wcześniej wypić bakteriofagi i nie zostaje zarażona. Jack zostaje złapany, jednak udaje mu się przedrzeć do systemu zraszaczy. Próbując udaremnić sabotaż, Ricky wyłącza system bezpieczeństwa, co powoduje eksplozję kanału produkcyjnego, który zawiera bakterie. W panice, włączają system bezpieczeństwa, pokrywając się bakteriami ze zraszaczy. To zabija ich oraz sam szczep. Jack i Mae uciekają z budynku helikopterem na chwilę przed eksplozją całego kompleksu spowodowaną przez wyciek gazu.
Jack składa do kupy wszystkie brakujące elementy. Wysypka Amandy spowodowana została przez bakterie produkujące gamma, które podrażniały skórę. Silne pole magnetyczne rezonansu odrzuciło nanoboty produkujące bakterie. Odtwarzacz mp3 jego syna również został uszkodzony przez te same nanoboty. Prawdopodobnie Julia przyniosła je do domu. Jack odkrywa w laptopie Julii emaila, który jasno wskazuje, że rój nieprzypadkowo i celowo został wypuszczony na wolność. To Julia autoryzowała wypuszczenie roju, mieli nadzieję, że rój sam wyewoluuje i rozwiąże problem. jednak nie przewidzieli konsekwencji. Rój zainfekował Julię i Ricky’ego, wpływając też później na ich działania.
Jack wraca do domu i aplikuje bakteriofagi swoim dzieciom i sobie. Nie jest pewien przyszłości. Mae jest na spotkaniu, próbuje przekonać wszystkich o powadze i głębi tego problemu. Wszyscy, którzy weszli w kontakt z rojem, nie żyją. Wyjątkiem jest Mae, Jack i dzieci Jacka. Roje zostały zniszczone, ale niektóre nanoboty produkujące bakterie mogły przetrwać. W domu Jacka jego dzieci Eric, Nicole i mała Amanda zaczynają wymiotować. Jack ma zawroty głowy. Wie, że nie ma wyboru i musi zaaplikować sobie, dzieciom i siostrze bakteriofagi, aby zabić wszelkie możliwe roje, które mogą panoszyć się w ich ciałach.

## Postacie w "Roju"

### Główne postacie
- Jack Forman – narrator. Programista mający podstawy w biologii, jest ekspertem w dziedzinie oprogramowania sztucznej inteligencji.
- Julia Forman – żona Jacka, wicedyrektor Xymosu.
- Ricky Morse – kierownik projektu badawczego związanego z nanotechnologią w firmie Xymos.
- Mae Chang - biolog.
- Charley Davenport - specjalista od algorytmów genetycznych.
- David Brooks - inżynier zespołu.
- Rosie Castro - specjalista od procesów w języku naturalnym.
- Bobby Lembeck - nadzorca programistyczny.
- Vince Reynolds - konserwator w laboratoriach Xymosu.
- Amanda - córeczka Jacka i Julii.
- Nicole - córka Jacka i Julii.
- Eric - syn Jacka i Julii.

### Postacie drugoplanowe
- Ellen - siostra Jacka. Podczas nieobecności Jacka zajmuje się dziećmi.
- Don Gross - były szef Jacka.
- Gary - adwokat Jacka.
- Maria - sprzątaczka Jacka i Julii.
- Annie - 'łowca głów' Jacka.
- Carol - asystentka Julii.
- Mary - żona Ricky’ego.
- Tim Berman - człowiek, który przejął pracę po Jacku.